# Inforg-M&M Film
Az Inforg-M&M Film egy budapesti székhelyű, független magyar filmgyártó és szolgáltató korlátolt felelősségű társaság, amelyet Mécs Mónika és Muhi András  producerek alapítottak 2007 novemberében, a korábbi INFORG STUDIO és az M&M Film cégek összevonásával. A társaság célja elsősorban az, hogy helyet biztosítson a művészfilmeknek és a közönségfilmeknek, illetve lehetőséget biztosítson dokumentumfilmek, rövidfilmek, animációk gyártására, bármilyen más, akár extrém műfajokban is.

## Filmográfia
A filmográfia a társaság hivatalos honlapján feltüntetett filmek listája alapján készült.

### Nagyjátékfilmek
| Év   | A film címe                         | rendező                      |
| ---- | ----------------------------------- | ---------------------------- |
| 2006 | Madárszabadító, felhő, szél         | Szaladják István             |
| 2007 | Konyec – Az utolsó csekk a pohárban | Rohonyi Gábor                |
| 2007 | Tejút                               | Fliegauf Benedek             |
| 2008 | Kaméleon                            | Goda Krisztina               |
| 2008 | Pánik                               | Till Attila                  |
| 2010 | Bibliothèque Pascal                 | Hajdu Szabolcs               |
| 2012 | Nejem, nőm, csajom                  | Szajki Péter                 |
| 2013 | Csak a szél                         | Fliegauf Benedek             |
| 2016 | Liliom ösvény                       | Fliegauf Benedek             |
| 2017 | Brazilok                            | Rohonyi Gábor, M. Kiss Csaba |
| 2017 | Testről és lélekről                 | Enyedi Ildikó                |
| 2019 | Akik maradtak                       | Tóth Barnabás                |
| 2021 | A feleségem története               | Enyedi Ildikó                |

### Rövidfilmek
| Év   | A film címe                                               | rendező                            |
| ---- | --------------------------------------------------------- | ---------------------------------- |
| 2010 | Születésnap                                               | Csukás Sándor                      |
| 2011 | Csicska                                                   | Till Attila                        |
| 2014 | A Drakula dilemma                                         | Lakatos Róbert, Felméri Cecilia    |
| 2014 | Loop                                                      | Felméri Cecília                    |
| 2014 | Rimbaud                                                   | Lichter Péter                      |
| 2014 | Yes                                                       | M. Tóth Géza                       |
| 2015 | Csillaghálóban                                            | Mispál Attila                      |
| 2015 | Nagyi meséi – Meló munkát keres                           | Hegedűs László, Hegedűs Hanna Léna |
| 2015 | Nagyi meséi – Rinya nagy sétája                           | Hegedűs László, Hegedűs Hanna Léna |
| 2015 | Polaroidok                                                | Lichter Péter                      |
| 2016 | Én és a hegedűm – Töredékek három erdélyi prímás életéből | Boros Lóránd                       |
| 2017 | Kópék                                                     | Szabó Ildikó                       |
| 2017 | Láthatatlanul                                             | Szentpéteri Áron                   |
| 2017 | Nem történt semmi                                         | Csoma Sándor                       |
| 2017 | Van egy határ                                             | Tóth Barnabás                      |
| 2018 | A szabadság bolond körei                                  | Dér András                         |
| 2018 | A hívás                                                   | Vincze Zoltán                      |
| 2019 | Casting                                                   | Csoma Sándor                       |
| 2018 | "...elrejtezett emberség..."                              | Ördög Kovács Márton                |
| 2018 | Ostrom                                                    | Kovács István                      |